# Botvay Károly
Botvay Károly (Sopron, 1932. december 29. –) Kossuth-díjas gordonkaművész, egyetemi tanár.

## Pályafutása
A Liszt Ferenc Zeneművészeti Főiskolán tanult csellót 1950 és 1959 között, Friss Antal, Banda Ede, Weiner Leó és Mihály András voltak a tanárai. 1948-ban elnyerte az országos centenáriumi verseny, 1950-ben pedig az országos verseny első díját (mindkettőt csellistaként). 1950-től 1953-ig a Feld-vonósnégyes tagja volt, 1957-től pedig a Magyar Állami Operaház gordonkása, 1963-tól szólógordonkása volt. A Bartók vonósnégyeshez 1960-ban csatlakozott Mező László helyére, és 1977-ig volt a kvartett tagja. Ebben az évben hozta létre a Budapesti Vonósokat, amelynek művészeti vezetője volt. Az Aldebourgh String Trio csellósa volt 1978 és 1983 között, 1979-től 1982-ig a Végh Vonósnégyes, majd 1985-től az Új Budapest Vonósnégyes tagja. 1983-ban alapító tagja volt a Budapesti Fesztiválzenekarnak, és 1992-ig szólamvezetője volt. 1994-ben Fertődön elindította a Budapesti Vonósok Haydn-fesztiválját.
A Zeneakadémia oktatója 1983-ban lett, 1997-től 2002-ig egyetemi tanárként tevékenykedett. Számos hazai és külföldi intézményben volt vendégoktató, illetve tartott mesterkurzust (Anglia, Svájc, Olaszország, Horvátország, USA, Kanada, Ausztrália, Japán, Hongkong, Szombathelyi Bartók Szeminárium, Pécs, Tata).

## Elismerései
- 1948 – Országos centenáriumi verseny I. díj (cselló)
- 1950 – Országos verseny I. díj (cselló)
- 1963 – a Liège-i Nemzetközi Vonósnégyes Verseny első díja (Bartók Vonósnégyes)
- 1964 – Liszt Ferenc-díj (Bartók Vonósnégyes)
- 1964 – UNESCO-díj (Bartók Vonósnégyes)
- 1970 – Kossuth-díj (Bartók Vonósnégyes)
- 1997 – Liszt Ferenc-díj (Új Budapest Vonósnégyes)
- 2001 –  Bartók–Pásztory-díj (Budapesti Vonósok művészeti vezetőjeként)
- 2001 – Tátrai Vilmos emlékgyűrű (Új Budapest Vonósnégyes)
- 2007 – Magyar Tudományos Akadémia művészeti díja
- 2012 – a Magyar Művészeti Akadémia tagja
- 2023 – A Magyar Érdemrend parancsnoki keresztje polgári tagozata[1]